# Juliane Wiemerslage
Juliane Wiemerslage (* 1958 in Freiburg im Breisgau) ist eine deutsche Managerin.

## Leben
Nach dem Abitur studierte sie Jura in Freiburg, Lausanne und Berkeley (Kalifornien), promovierte und wurde als Rechtsanwältin zugelassen.
Ihre berufliche Karriere startete Wiemerslage 1989 bei IBM (Deutschland) in Stuttgart. Dort übernahm sie zunächst in der Rechtsabteilung die Leitung für Arbeits-, Datenschutz- und Kartellrecht. 1994 wechselte sie als Assistentin des Geschäftsführers in den Bereich Personal, ein Jahr später wurde sie zur Leiterin des Grundsatzreferats berufen. 1997 erfolgte ein Wechsel in die IBM Europazentrale Paris. Dort wurde sie zum Director of Human Resources Country Operations and Industrial Relations (siehe: Industrial relations) befördert. In dieser Funktion koordinierte sie europaweite Projekte wie u. a. die Gründung des Europäischen Betriebsrates der IBM und leitete die Personalabteilungen mehrerer europäischer Länder. Im Oktober 1999 wurde sie das erste weibliche Vorstandsmitglied der IBM Deutschland. In dieser Funktion zeichnete sie verantwortlich für die wegweisenden Haustarifabschlüsse mit der DAG/ver.di. Intensiv widmete sie sich der Förderung weiblichen Führungskräftenachwuchses und übernahm den Vorsitz des IBM Women Councils. 2004 wuchs ihr Aufgabenbereich noch einmal, indem sie zusätzlich die Zuständigkeit für die Personalarbeit in der IBM Schweiz und der IBM Österreich übernahm. Zugleich wurde sie zum Vice President Human Resources befördert.
Mitte 2005 folgte Wiemerslage dem Ruf der Deutschen Bank nach Frankfurt, um in direkter Anbindung an den Vorstand als Managing Director Human Resources strategische und Entwicklungsaufgaben im Bereich HR zu übernehmen. Parallel dazu durchlief sie an der Hochschule für Bankwirtschaft eine umfassende Ausbildung im Bankwesen, die durch eine praktische Tätigkeit als Verantwortliche im Vertrieb für Mittelstandskunden ergänzt wurde.
Nach dem Wechsel an der Spitze des Aufsichtsrates der Deutschen Bank entschied sich Wiemerslage 2008, ein Angebot des Henkel-Konzerns anzunehmen. Als Corporate Senior Vice President Human Resources ging sie nach Düsseldorf. In dieser Funktion berichtete sie unmittelbar an den Vorstandsvorsitzenden und war für die weltweite Personalarbeit verantwortlich. Sie richtete den Personalbereich neu aus, entwickelte die Personalstrategie entlang der Unternehmensprioritäten, führte globale Personalprozesse ein und implementierte ein neues „Shared Service Center“ für Personaldienstleistungen.
Aus privaten Gründen verließ Wiemerslage Ende 2009 den Henkel-Konzern. Nach einer Pflegepause ist sie nun als Group Vice President Human Resources, Automotive Experience, für das amerikanische Unternehmen Johnson Controls Inc. tätig.
Querschnittsthemen ihrer beruflichen Tätigkeit waren und sind bis heute die Themen Förderung von Frauen in Führungspositionen, Bildung, Integration, Personalführung und Mitbestimmung. Wiemerslage wirkte auch an Gesetzgebungsvorhaben mit. Den Fraktionen des Deutschen Bundestages stand und steht sie als Expertin, namentlich in Ausschussbefragungen, zur Verfügung.
Sie ist Teilnehmerin der Baden-Badener Unternehmergespräche und unterstützte als langjähriges Kuratoriumsmitglied der „Gesellschaft zur Förderung des Unternehmernachwuchses (GFU)“ die Zwecke des Vereins. Von 1999 bis 2009 war sie Mitglied des Vorstands der Deutschen Gesellschaft für Personalführung (DGFP). Wiemerslage, die selbst keine Kinder hat, engagiert sich im Rahmen von ArbeiterKind.de. Darüber hinaus ist sie Mitglied von „Alumni Freiburg – Vereinigung zur Förderung der Forschung und Lehre an der Albert-Ludwigs-Universität Freiburg“.